# Mantallot
Mantallot (tiếng Breton: Mantallod) là một xã của tỉnh Côtes-d’Armor, thuộc vùng Bretagne, tây bắc Pháp.

## Dân số
Người dân ở Mantallot được gọi là Mantallotois.